# Diabli Kamień (Folusz)
Diabli Kamień – grupa skał stanowiących pomnik przyrody, znajdująca się na skraju Magurskiego Parku Narodowego (woj. podkarpackie), na zboczu Góry Kosma. Obiekt zlokalizowany jest w miejscowości Folusz (pow. jasielski, gm. Dębowiec) i prowadzi do niego czarny szlak ok. 25-50 min. drogi wzdłuż potoku Kłopotnica. Diabli Kamień to w rzeczywistości dosyć liczna grupa dużych głazów z gruboziarnistego piaskowca magurskiego, z których najwyższy wybija się na ponad 10 metrów. Bloki skalne są bardzo oryginalnie ukształtowane, a do tego poprzedzielane licznymi szczelinami.

## Legenda
Istnieje legenda na temat powstania tej grupy skał:
"Dawno, dawno temu, gdy w okolicy Folusza nie było żadnej świątyni głęboko wierzący ludzie bardzo cierpieli z tego powodu. Cieszyły się za to diabły, bo nie było słychać dzwonów, na dźwięk których bardzo bolały je brzuchy i musiały uciekać z powrotem do piekła. Diabły rozzuchwaliły się do tego stopnia, że ciągle kusiły ludzi do złego, tak, że ci bali się z domu wychodzić. Ludzie wreszcie postanowili sprzeciwić się złu i szybko zapadła decyzja o tym, że wybudują kościół w niedalekim Cieklinie, a na jego dzwonnicy osadzą dzwony wytopione z czystego srebra. Wszyscy zabrali się do pracy. Chłopi ścieli drzewa i zebrali najodpowiedniejsze kamienie z okolicznych potoków, zaopatrzyli się też w piach i wapno. Bardzo szybko wybudowano świątynię, a dzwony do niej zamówiono w Przemyślu. Były tak ogromne i ciężkie, że do ich przewiezienia potrzeba było aż ośmiu par koni. Mieszkańcy osadzili dzwony na wieży kościoła i czekali tylko na przyjazd biskupa, który miał całość poświęcić. 
Diabły się zbuntowały, bo ich los rysował się w ciemnych barwach. Poszły więc do najstarszego po poradę, a ten poskrobał się po głowie i poradził tak: 'Niech najsilniejszy z diabłów wejdzie na wysoką górę z ciężkim kamieniem i ciśnie głazem w kościół. Zniszczy go i będzie po problemie.' Aby tak magiczna sztuka się udała diabeł musi to zrobić zanim o poranku kury zapieją, bo potem straci swą diabelską moc. 
Diabły wybrały więc spośród siebie najsilniejszego, który chwycił ciężki kamień i ruszył przed siebie. Męczył się strasznie, bo kamień ciężki, a droga pod górę. Sapał, dyszał, ale kamienia nie upuścił. A gdy przechodził koło Folusza spostrzegł go pewien szewc. Od razu zauważył, że szykuje się coś niedobrego. A, że znał zwyczaje diabłów i wiedział, że nie są odporne na pianie kogutów, bo dnia nie lubią tylko noc, to pobiegł jak najszybciej do kurnika. Dźgnął szydłem największego koguta jakiego znalazł, a ten zapiał wniebogłosy. Diabeł naraz stracił swą moc, kamień mu wypadł i potoczył się do foluskiego lasu. Niedługo później biskup poświęcił kościół i diabły na dobre musiały wyprowadzić się z tej okolicy. Pozostał po nim tylko ogromny kamień na którym ponoć można jeszcze odnaleźć ślady pazurów najsilniejszego z nich, który uległ mądremu szewcowi."

## Informacje turystyczne
Do Diablego Kamienia można dojść  czarnym szlakiem turystycznym wprost ze wsi Folusz.  Czas dojścia: 20-30 minut. Droga: Przez las, głównie ścieżka. Charakterystyka: wzdłuż rzeki Kłopotnicy, na zboczu Góry Kosma (711 m n.p.m.).